# Chryzen
Chryzen – organiczny związek chemiczny, policykliczny węglowodór aromatyczny zbudowany z czterech sprzężonych pierścieni benzenowych skondensowanych kątowo.
Węglowodór mniej reaktywny od izomerycznego naftacenu.
W temperaturze pokojowej jest bezbarwną substancją krystaliczną. Otrzymywany przez pirolizę indenu, lub przez wyodrębnianie z smoły pogazowej.
Jest słabo rozpuszczalny w alkoholu i eterze. Roztwory chryzenu wykazują czerwono-fioletową fluorescencję.